# Срибное
Сри́бное (укр. Срібне) — село на Украине, находится в Покровском районе Донецкой области.
Код КОАТУУ — 1422786501. Население по переписи 2001 года составляет 561 человек. Телефонный код — 623.

## Адрес местного совета
85373, Донецкая область, Покровский р-н, с. Срибное, ул. Дружбы, 82, тел. 5-31-2-42

## Социальная сфера
Работает Дом культуры, амбулатория, детский сад, общеобразовательная школа I—III ступеней.